# Liste der Kulturdenkmale in Brösen
In der Liste der Kulturdenkmale in Brösen sind die Kulturdenkmale des Leisniger Ortsteils Brösen verzeichnet, die bis Mai 2023 vom Landesamt für Denkmalpflege Sachsen erfasst wurden (ohne archäologische Kulturdenkmale). Die Anmerkungen sind zu beachten.
Diese Aufzählung ist eine Teilmenge der Liste der Kulturdenkmale in Leisnig.

## Brösen
| Bild                                    | Bezeichnung | Lage                   | Datierung                                  | Beschreibung | ID       |
| --------------------------------------- | --- | ---------------------- | ------------------------------------------ | --- | -------- |
| Direkt Bild zu diesem Denkmal hochladen | Wohnstallhaus eines Vierseithofes | Brösen 5 (Karte)       | Bezeichnet mit 1796                        | Obergeschoss Fachwerk, prachtvolles Bauernhaus einer großzügig angelegten Hofanlage, ortsbildprägend, regionalgeschichtlich von Bedeutung. Zwei Geschosse, zehn Achsen, Erdgeschoss Bruchsteinmauerwerk, Obergeschoss Sichtfachwerk, Krüppelwalmdach. Das zweite Wohnstallhaus sowie die Wirtschaftsgebäude sind keine Denkmale. | 08967625 |
| Weitere Bilder                          | Wohnstallhaus und Scheune eines ehemaligen Vierseithofes | Brösen 20 (Karte)      | Um 1810 (Wohnstallhaus); um 1860 (Scheune) | Ortsbildcharakterisierende, großzügig angelegte Hofanlage, Geschichts- und Volksbildungswert, für die Bauforschung von Interesse. - Wohngebäude: zwei Geschosse, wirkungsvoller Giebel zur Ortsdurchfahrtsstraße mit vier Geschossen und fünf Achsen, Erdgeschoss Bruchsteinmauerwerk, Obergeschoss teilweise Fachwerk, Gewände aus Rochlitzer Porphyrtuff, Haustür mit Korbbogenportal, originale Fußbodenfliesen um 1895, Kreuzgratgewölbe im Flur, originale Türen mit Klinken und Bändern - Stall: ein Teil erhalten, zwei Geschosse, Obergeschoss Sichtfachwerk mit Lehmstaken, Altfenster, einseitiger Krüppelwalm mit Ziegeldeckung, ehemals Pferdestall - Scheune: Bruchsteinbau, Satteldach mit Ziegeldeckung | 08967628 |
| Weitere Bilder                          | Ehemalige Schule | Brösen 31 (Karte)      | Letztes Viertel 19. Jahrhundert            | Zeugnis der Dorfentwicklung, Geschichts- und Erinnerungswert, Zeugnis gemeindlichen Selbstverständnisses, straßenbildcharakterisierend. Zwei Geschosse, Bruchsteinbau verputzt, links Risalit mit Zwerchhaus, Haustür original mit Gitter und Oberlicht mit Altglas, Fenster- und Türgewände aus Naturstein-Werkstein. | 08967626 |
| Weitere Bilder                          | Leithenmühle: Mühlengrundstück mit Mühlengebäude (heute Ausflugsgaststätte), Mühlgraben und Wasserrad, Bergkeller und Stützmauer sowie umgesetzte Schule aus Klinga (heute Wohnhaus), Taubenhaus aus Röda (ehemals Dorfstraße 9) | Brösen 38, 38b (Karte) | 13. Jahrhundert (Ersterwähnung)            | Bauensemble, teilweise singulär, von großer regionalgeschichtlicher, baugeschichtlicher und ortsbildprägender Bedeutung. - Mühle: zwei Geschosse, neun Achsen, Putzfassade, neues oberschlächtiges Wasserrad, Satteldach mit Ziegeldeckung, wegbegleitender Mühlgraben - Taubenhaus: aus Röda umgesetzt (ehemals Dorfstraße 9), Prachtstück - Bergkeller: aus Natursteinmauerwerk, eine Tür - Wohnhaus: massives Erdgeschoss, Fachwerk-Obergeschoss mit vier Achsen, um 1700, umgesetzt aus Klinga, ehemals Schulgebäude, Satteldach mit Ziegeldeckung, auf den Grundmauern des Auszugshauses - Nebengebäude: kein Einzeldenkmal Geschichts-, Dokumentations-, Seltenheits- und Volksbildungswert.                     | 08967629 |

## Tabellenlegende
- Bild: Bild des Kulturdenkmals, ggf. zusätzlich mit einem Link zu weiteren Fotos des Kulturdenkmals im Medienarchiv Wikimedia Commons. Wenn man auf das Kamerasymbol klickt, können Fotos zu Kulturdenkmalen aus dieser Liste hochgeladen werden:
- Bezeichnung: Denkmalgeschützte Objekte und ggf. Bauwerksname des Kulturdenkmals
- Lage: Straßenname und Hausnummer oder Flurstücknummer des Kulturdenkmals. Die Grundsortierung der Liste erfolgt nach dieser Adresse. Der Link (Karte) führt zu verschiedenen Kartendiensten mit der Position des Kulturdenkmals. Fehlt dieser Link, wurden die Koordinaten noch nicht eingetragen. Sind diese bekannt, können sie über ein Tool mit einer Kartenansicht einfach nachgetragen werden. In dieser Kartenansicht sind Kulturdenkmale ohne Koordinaten mit einem roten bzw. orangen Marker dargestellt und können durch Verschieben auf die richtige Position in der Karte mit Koordinaten versehen werden. Kulturdenkmale ohne Bild sind an einem blauen bzw. roten Marker erkennbar.
- Datierung: Baubeginn, Fertigstellung, Datum der Erstnennung oder grobe zeitliche Einordnung entsprechend des Eintrags in der sächsischen Denkmaldatenbank
- Beschreibung: Kurzcharakteristik des Kulturdenkmals entsprechend des Eintrags in der sächsischen Denkmaldatenbank, ggf. ergänzt durch die dort nur selten veröffentlichten Erfassungstexte oder zusätzliche Informationen
- ID: Vom Landesamt für Denkmalpflege Sachsen vergebene, das Kulturdenkmal eindeutig identifizierende Objekt-Nummer. Der Link führt zum PDF-Denkmaldokument des Landesamtes für Denkmalpflege Sachsen. Bei ehemaligen Kulturdenkmalen können die Objektnummern unbekannt sein und deshalb fehlen bzw. die Links von aus der Datenbank entfernten Objektnummern ins Leere führen. Ein ggf. vorhandenes Icon  führt zu den Angaben des Kulturdenkmals bei Wikidata.